# Senátní obvod č. 43 – Pardubice
Senátní obvod č. 43 – Pardubice je podle zákona č. 247/1995 Sb. tvořen západní částí okresu Pardubice, ohraničenou na východě obcemi Pardubice, Lázně Bohdaneč a Dolany, a jihozápadní částí okresu Hradec Králové, ohraničenou na severu obcemi Lišice, Chlumec nad Cidlinou, Nové Město, Písek, Stará Voda a Chudeřice.
Současnou senátorkou je od roku 2010 Miluše Horská, která byla zvolena jako kandidátka KDU-ČSL a hnutí Nestraníci. V Senátu je členkou Senátorského klubu KDU-ČSL a nezávislí. Dále působí jako členka Podvýboru Organizačního výboru pro státní vyznamenání.

## Senátoři

Jaroslava Moserová
Jiří Stříteský
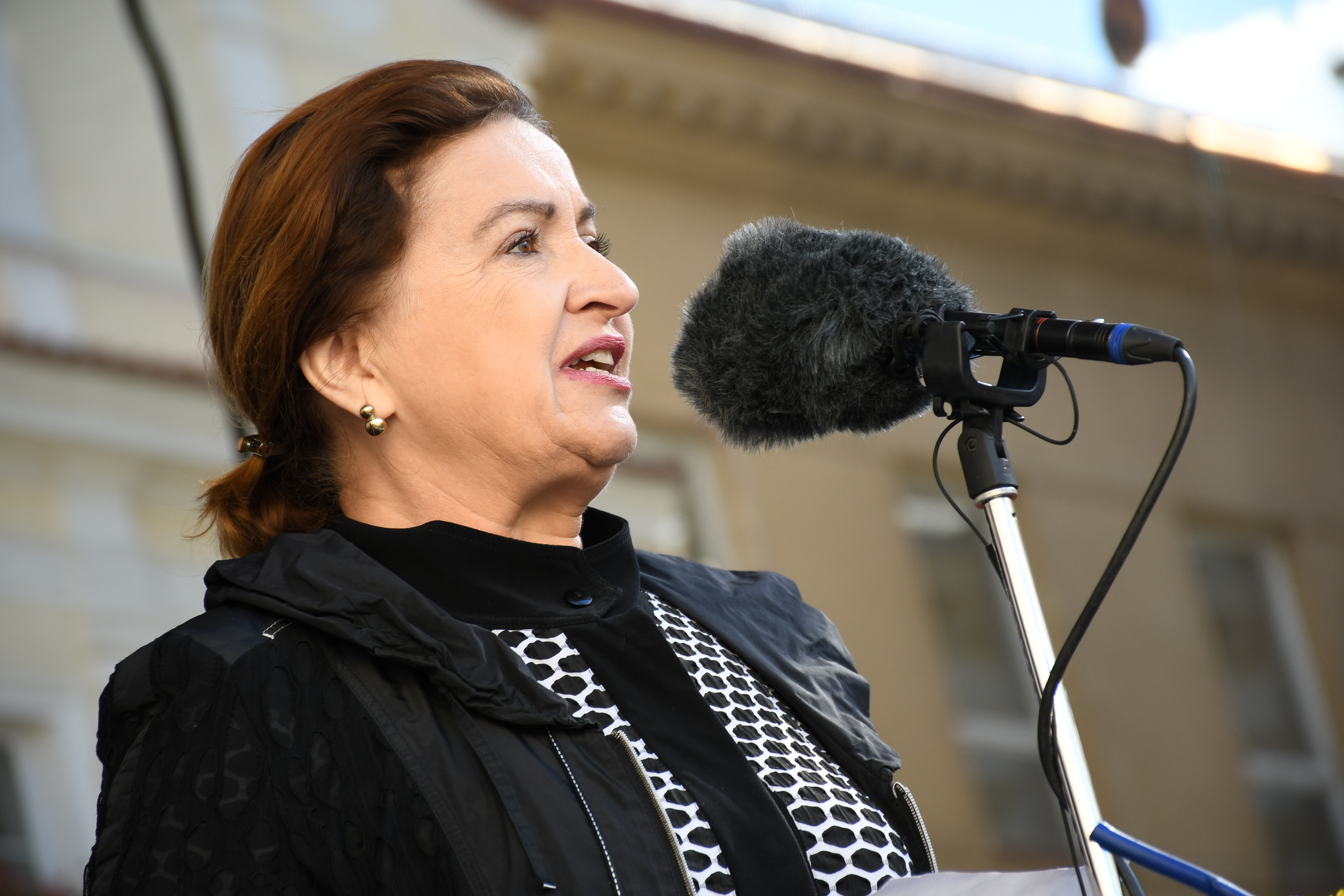
Miluše Horská

| Volby | Volby       | Senátor                              | Volební strana | Navrhující strana | Politická příslušnost | Odkaz  |
| ----- | ----------- | ------------------------------------ | -------------- | ----------------- | --------------------- | ------ |
|       | 1996        | doc. MUDr. Jaroslava Moserová, DrSc. | ODA            | ODA               | ODA                   | profil |
| 1998  | 4KOALICE    | doc. MUDr. Jaroslava Moserová, DrSc. | 4KOALICE       | profil            | ODA                   |        |
|       | 2004        | Ing. Jiří Stříteský                  | ODS            | ODS               | ODS                   | profil |
|       | 2010        | Mgr. Miluše Horská                   | NK             | NK                | BEZPP                 | profil |
| 2016  | KDU-ČSL, NK | Mgr. Miluše Horská                   |                | NK                | BEZPP                 | profil |
|       | KDU-ČSL, NK | Mgr. Miluše Horská                   | 2022           | KDU-ČSL           | BEZPP                 | profil |

## Volby

### Rok 1996
| Kandidát | Kandidát                             | Volební strana | Navrhující strana | Politická příslušnost | Počet hlasů (1. kolo) | %     | Počet hlasů (2. kolo) | %     |
| -------- | ------------------------------------ | -------------- | ----------------- | --------------------- | --------------------- | ----- | --------------------- | ----- |
|          | doc. MUDr. Jaroslava Moserová, DrSc. | ODA            | ODA               | ODA                   | 8 267                 | 20,58 | 17 330                | 56,06 |
|          | PaedDr. Hana Tomanová                | ODS            | ODS               | ODS                   | 14 519                | 36,14 | 13 581                | 43,94 |
|          | Ing. Ota Karen, CSc.                 | ČSSD           | ČSSD              | BEZPP                 | 7 590                 | 18,90 | —                     | —     |
|          | Ing. Zdeněk Mareš                    | KSČM           | KSČM              | KSČM                  | 5 875                 | 14,63 | —                     | —     |
|          | Mgr. Marta Novotná                   | SŽJ            | SŽJ               | BEZPP                 | 2 121                 | 5,28  | —                     | —     |
|          | Ing. Jaroslav Sýkora                 | NK             | NK                | BEZPP                 | 1 797                 | 4,47  | —                     | —     |

### Rok 1998
| Kandidát | Kandidát                             | Volební strana | Navrhující strana | Politická příslušnost | Počet hlasů (1. kolo) | %     | Počet hlasů (2. kolo) | %     |
| -------- | ------------------------------------ | -------------- | ----------------- | --------------------- | --------------------- | ----- | --------------------- | ----- |
|          | doc. MUDr. Jaroslava Moserová, DrSc. | 4KOALICE       | 4KOALICE          | ODA                   | 13 609                | 32,21 | 13 034                | 59,97 |
|          | Ing. Václav Stříteský                | ODS            | ODS               | ODS                   | 10 360                | 24,52 | 8 702                 | 40,03 |
|          | Slavěna Broulíková                   | ČSSD           | ČSSD              | ČSSD                  | 9 832                 | 23,27 | —                     | —     |
|          | Mgr. Václav Snopek, CSc.             | KSČM           | KSČM              | KSČM                  | 6 403                 | 15,16 | —                     | —     |
|          | Ing. Emil Efler                      | NK             | NK                | BEZPP                 | 2 041                 | 4,83  | —                     | —     |

### Rok 2004
| Kandidát | Kandidát                             | Volební strana | Navrhující strana | Politická příslušnost | Počet hlasů (1. kolo) | %     | Počet hlasů (2. kolo) | %     |
| -------- | ------------------------------------ | -------------- | ----------------- | --------------------- | --------------------- | ----- | --------------------- | ----- |
|          | Ing. Jiří Stříteský                  | ODS            | ODS               | ODS                   | 12 834                | 38,61 | 10 304                | 53,84 |
|          | doc. MUDr. Jaroslava Moserová, DrSc. | US-DEU         | US-DEU            | BEZPP                 | 8 750                 | 26,32 | 8 834                 | 46,15 |
|          | Mgr. Václav Snopek, CSc.             | KSČM           | KSČM              | KSČM                  | 6 134                 | 18,45 | —                     | —     |
|          | JUDr. Zdeněk Černý                   | ČSSD           | ČSSD              | BEZPP                 | 3 440                 | 10,35 | —                     | —     |
|          | Ing. Stanislav Baťa                  | NEZ            | NEZ               | NEZ                   | 1 245                 | 3,74  | —                     | —     |
|          | Jiří Bezák                           | SŽJ            | SŽJ               | BEZPP                 | 832                   | 2,50  | —                     | —     |

### Rok 2010
| Kandidát | Kandidát                     | Volební strana | Navrhující strana | Politická příslušnost | Počet hlasů (1. kolo) | %     | Počet hlasů (2. kolo) | %     |
| -------- | ---------------------------- | -------------- | ----------------- | --------------------- | --------------------- | ----- | --------------------- | ----- |
|          | Mgr. Miluše Horská           | NK             | NK                | BEZPP                 | 8 751                 | 19,50 | 14 944                | 52,23 |
|          | Jiří Komárek                 | ČSSD           | ČSSD              | ČSSD                  | 9 973                 | 22,22 | 13 666                | 47,76 |
|          | prof. Ing. Jiří Málek, DrSc. | VV             | VV                | BEZPP                 | 8 170                 | 18,20 | —                     | —     |
|          | Ing. Jiří Stříteský          | ODS            | ODS               | ODS                   | 6 895                 | 15,36 | —                     | —     |
|          | Mgr. Václav Snopek, CSc.     | KSČM           | KSČM              | KSČM                  | 5 019                 | 11,18 | —                     | —     |
|          | Ing. Vladimír Engelmajer     | ČSR            | ČSR               | BEZPP                 | 3 494                 | 7,78  | —                     | —     |
|          | Mgr. Marta Lederová          | Suverenita     | Suverenita        | BEZPP                 | 1 571                 | 3,50  | —                     | —     |
|          | Petr Janko                   | SPOZ           | SPOZ              | SPOZ                  | 1 003                 | 2,23  | —                     | —     |

### Rok 2016
| Kandidát | Kandidát                      | Volební strana | Navrhující strana | Politická příslušnost | Počet hlasů (1. kolo) | %     | Počet hlasů (2. kolo) | %     |
| -------- | ----------------------------- | -------------- | ----------------- | --------------------- | --------------------- | ----- | --------------------- | ----- |
|          | Mgr. Miluše Horská            | KDU-ČSL, NK    | NK                | BEZPP                 | 10 020                | 27,28 | 9 849                 | 70,29 |
|          | Ing. arch. Jaroslav Menšík    | ANO            | ANO               | ANO                   | 5 720                 | 15,57 | 4 161                 | 29,70 |
|          | MUDr. Vladimír Ninger, Ph.D.  | ČSSD           | ČSSD              | ČSSD                  | 4 925                 | 13,41 | —                     | —     |
|          | Ing. David Novák              | ODS            | ODS               | ODS                   | 3 870                 | 10,53 | —                     | —     |
|          | Pavel Studnička               | KSČM           | KSČM              | KSČM                  | 3 418                 | 9,30  | —                     | —     |
|          | Mgr. Jiří Čáslavka            | TOP 09, STAN   | TOP 09            | TOP 09                | 3 217                 | 8,76  | —                     | —     |
|          | RNDr. Emanuel Žďárský, CSc.   | NSK            | NSK               | BEZPP                 | 1 962                 | 5,34  | —                     | —     |
|          | Mgr. Petr Štěpánek            | APAČI 2017     | APAČI 2017        | APAČI 2017            | 1 404                 | 3,82  | —                     | —     |
|          | Ing. Petr Novotný, Ph.D., MBA | SsČR           | SsČR              | BEZPP                 | 1 205                 | 3,28  | —                     | —     |
|          | Ing. Karel Daňhel             | Úsvit          | Úsvit             | BEZPP                 | 981                   | 2,67  | —                     | —     |

### Rok 2022
Ve volbách v roce 2022 obhajovala svůj mandát za KDU-ČSL a Nestraníky senátorka Miluše Horská. Proti ní kandidovalo těchto pět kandidátů: OSVČ a nezávislý kandidát Milan Bušek, primátor Pardubic Martin Charvát z hnutí ANO, lékař a kandidát z voleb v roce 2016 Vladimír Ninger, který kandidoval za ČSSD a Soukromníky, zástupce primáře ARO a nestraník za SPD Jaromír Nosek a inspektor bezpečnosti údržby letadel Svatopluk Pleva, který kandidoval jako nestraník za hnutí BOS.
První kolo vyhrála s 39,05 % hlasů Miluše Horská, do druhého kola s ní postoupil Martin Charvát, který obdržel 34,29 % hlasů. Druhé kolo vyhrála s 57,23 % hlasů Miluše Horská.
| Kandidát | Kandidát                          | Volební strana    | Navrhující strana | Politická příslušnost | Počet hlasů (1. kolo) | %     | Počet hlasů (2. kolo) | %     |
| -------- | --------------------------------- | ----------------- | ----------------- | --------------------- | --------------------- | ----- | --------------------- | ----- |
|          | Mgr. Miluše Horská                | KDU-ČSL, NK       | KDU-ČSL           | BEZPP                 | 16 457                | 39,05 | 13 438                | 57,23 |
|          | Ing. Martin Charvát               | ANO               | ANO               | ANO                   | 14 454                | 34,29 | 10 042                | 42,76 |
|          | MUDr. Jaromír Nosek               | SPD               | SPD               | BEZPP                 | 4 906                 | 11,64 | —                     | —     |
|          | MUDr. Vladimír Ninger, Ph.D., MBA | ČSSD, Soukromníci | ČSSD              | ČSSD                  | 2 761                 | 6,55  | —                     | —     |
|          | Ing. Svatopluk Pleva              | BOS               | BOS               | BEZPP                 | 2 109                 | 5,00  | —                     | —     |
|          | Milan Bušek                       | NK                | NK                | BEZPP                 | 1 453                 | 3,44  | —                     | —     |

## Volební účast
|  | nejvyšší volební účast |  | nejnižší volební účast |

| Rok  | % (1. kolo) | % (2. kolo) |
| ---- | ----------- | ----------- |
| 1996 | 37,11       | 28,58       |
| 1998 | 42,08       | 19,78       |
| 2004 | 32,46       | 17,33       |
| 2010 | 42,83       | 25,75       |
| 2016 | 35,35       | 12,83       |
| 2022 | 41,11       | 22,01       |